# لي كارول
لي كارول (بالإنجليزية: Lee Carroll)‏ هو مؤلف وكاتب أمريكي، ولد في القرن العشرين في الولايات المتحدة.

## وصلات خارجية
- الموقع الرسمي